# Velikonoční triduum

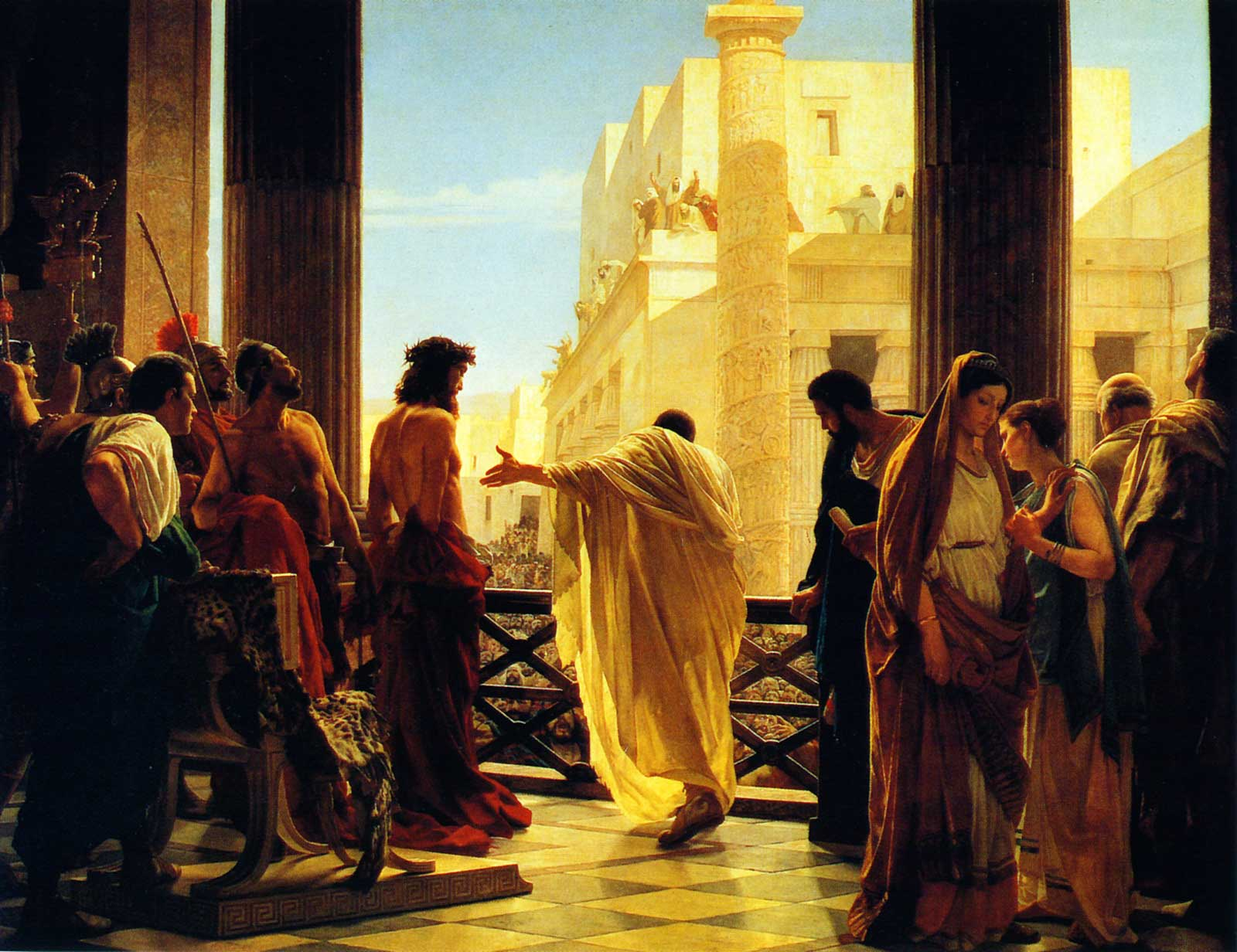
Ecce Homo (Ejhle člověk), malíř: Antonio Ciseri, 19. století

Velikonoční triduum či velikonoční třídení je vrcholem celého křesťanského liturgického roku. Začíná se na Zelený čtvrtek večer, pokračuje Velkým pátkem, Bílou sobotou, jeho střed tvoří Velikonoční vigilie a končí se na Neděli Zmrtvýchvstání. Připomíná umučení, pohřbení a vzkříšení Ježíše Krista.
Původně jediný den – neděle Zmrtvýchvstání – (stanovený 14. papežem sv. Viktorem I. již koncem 2. století) byl od 4. století postupně rozčleněn do období tří dnů ukřižovaného, pohřbeného a vzkříšeného Pána.
Pojem Velikonoční triduum byl v liturgických knihách poprvé použit v roce 1960. Nově byly vyčleněny poslední tři dny Svatého týdne z vlastní postní doby. Tato změna způsobila například, že se na Zelený čtvrtek, Velký pátek a Bílou sobotu nadále nepoužívají liturgická roucha fialové (či černé) barvy, nýbrž postupně roucha bílá, červená a bílá.
Vlastním teologickým obsahem těchto tří dnů je velikonoční tajemství vrcholu života Ježíše Krista.